# Bremen (Georgia)
Bremen ist eine Stadt in den Countys Haralson und Carroll im US-Bundesstaat Georgia mit 7185 Einwohnern (Stand: 2020).

## Geographie
Bremen liegt rund 10 Kilometer südlich von Buchanan sowie etwa 60 Kilometer westlich von Atlanta.

## Geschichte
Die am 5. September 1883 gegründete Stadt hieß zuerst Kramer und wurde später in Bremen umbenannt. Der Name Kramer stammte von einem Einwanderer, der dort ein Weingut besaß, aber der Name wurde auf Kramers Wunsch in "Bremen" geändert, um an die deutsche Stadt Bremen zu erinnern.
Einen größeren wirtschaftlichen Aufschwung gab es, als die Chattanooga, Rome and Columbus Railroad Bahnstrecke gebaut wurde, die die Strecke der Georgia Pacific Railway in Bremen kreuzte. Dieser und andere Umstände halfen Bremen von einem kleinen Eisenbahnknotenpunkt, der von deutschen Einwanderern besiedelt wurde, zu der größten Stadt in Haralson County, Georgia zu werden.
Die Stadt ist der Geburtsort von Tom Murphy, einem Politiker und Sprecher des Repräsentantenhauses des Bundesstaates Georgia.

## Demographische Daten
Laut der Volkszählung von 2010 verteilten sich die damaligen 6227 Einwohner auf 2315 bewohnte Haushalte, was einen Schnitt von 2,64 Personen pro Haushalt ergibt. Insgesamt bestehen 2614 Haushalte. 
70,5 % der Haushalte waren Familienhaushalte (bestehend aus verheirateten Paaren mit oder ohne Nachkommen bzw. einem Elternteil mit Nachkomme) mit einer durchschnittlichen Größe von 3,17 Personen. In 41,6 % aller Haushalte lebten Kinder unter 18 Jahren sowie in 25,0 % aller Haushalte Personen mit mindestens 65 Jahren.
31,7 % der Bevölkerung waren jünger als 20 Jahre, 25,5 % waren 20 bis 39 Jahre alt, 25,0 % waren 40 bis 59 Jahre alt und 18,0 % waren mindestens 60 Jahre alt. Das mittlere Alter betrug 35 Jahre. 46,8 % der Bevölkerung waren männlich und 53,2 % weiblich.
89,1 % der Bevölkerung bezeichneten sich als Weiße, 7,8 % als Afroamerikaner, 0,2 % als Indianer und 0,9 % als Asian Americans. 0,4 % gaben die Angehörigkeit zu einer anderen Ethnie und 1,6 % zu mehreren Ethnien an. 1,8 % der Bevölkerung bestand aus Hispanics oder Latinos.
Das durchschnittliche Jahreseinkommen pro Haushalt lag bei 55.635 USD, dabei lebten 19,4 % der Bevölkerung unter der Armutsgrenze.

## Verkehr
Bremen wird von der Interstate 20 sowie von den U.S. Highways 27 und 78 durchquert.
Der nächste Flughafen, rund 75 Kilometer östlich, ist der Flughafen Atlanta.